# Gyula Lázár
Gyula Lázár (Füzesgyarmat, 24 gennaio 1911 – Budapest, 27 febbraio 1983) è stato un calciatore ungherese, di ruolo centrocampista.

## Statistiche

### Cronologia presenze e reti in nazionale
| Cronologia completa delle presenze e delle reti in nazionale ― Ungheria | Cronologia completa delle presenze e delle reti in nazionale ― Ungheria | Cronologia completa delle presenze e delle reti in nazionale ― Ungheria | Cronologia completa delle presenze e delle reti in nazionale ― Ungheria | Cronologia completa delle presenze e delle reti in nazionale ― Ungheria | Cronologia completa delle presenze e delle reti in nazionale ― Ungheria | Cronologia completa delle presenze e delle reti in nazionale ― Ungheria | Cronologia completa delle presenze e delle reti in nazionale ― Ungheria |
| Data                                                                    | Città                                                                   | In casa                                                                 | Risultato                                                               | Ospiti                                                                  | Competizione                                                            | Reti                                                                    | Note                                                                    |
| ----------------------------------------------------------------------- | ----------------------------------------------------------------------- | ----------------------------------------------------------------------- | ----------------------------------------------------------------------- | ----------------------------------------------------------------------- | ----------------------------------------------------------------------- | ----------------------------------------------------------------------- | ----------------------------------------------------------------------- |
| 12/04/1931                                                              | Budapest                                                                | Ungheria                                                                | 6 – 2                                                                   | Svizzera                                                                | Coppa Internazionale 1931-1932                                          | -                                                                       |                                                                         |
| 20/09/1931                                                              | Budapest                                                                | Ungheria                                                                | 3 – 0                                                                   | Cecoslovacchia                                                          | Amichevole                                                              | -                                                                       |                                                                         |
| 04/10/1931                                                              | Budapest                                                                | Ungheria                                                                | 2 – 2                                                                   | Austria                                                                 | Coppa Internazionale 1931-1932                                          | -                                                                       |                                                                         |
| 08/11/1931                                                              | Budapest                                                                | Ungheria                                                                | 3 – 1                                                                   | Svezia                                                                  | Amichevole                                                              | -                                                                       |                                                                         |
| 13/12/1931                                                              | Torino                                                                  | Italia                                                                  | 3 – 2                                                                   | Ungheria                                                                | Coppa Internazionale 1931-1932                                          | -                                                                       |                                                                         |
| 19/02/1932                                                              | Il Cairo                                                                | Egitto                                                                  | 0 – 0                                                                   | Ungheria                                                                | Amichevole                                                              | -                                                                       |                                                                         |
| 20/03/1932                                                              | Praga                                                                   | Cecoslovacchia                                                          | 1 – 3                                                                   | Ungheria                                                                | Amichevole                                                              | -                                                                       |                                                                         |
| 24/04/1932                                                              | Vienna                                                                  | Austria                                                                 | 8 – 2                                                                   | Ungheria                                                                | Amichevole                                                              | -                                                                       |                                                                         |
| 08/05/1932                                                              | Budapest                                                                | Ungheria                                                                | 1 – 1                                                                   | Italia                                                                  | Coppa Internazionale 1931-1932                                          | -                                                                       |                                                                         |
| 19/06/1932                                                              | Berna                                                                   | Svizzera                                                                | 3 – 1                                                                   | Ungheria                                                                | Coppa Internazionale 1931-1932                                          | -                                                                       |                                                                         |
| 18/09/1932                                                              | Budapest                                                                | Ungheria                                                                | 2 – 1                                                                   | Cecoslovacchia                                                          | Coppa Internazionale 1931-1932                                          | -                                                                       |                                                                         |
| 02/10/1932                                                              | Budapest                                                                | Ungheria                                                                | 2 – 3                                                                   | Austria                                                                 | Amichevole                                                              | -                                                                       |                                                                         |
| 30/10/1932                                                              | Budapest                                                                | Ungheria                                                                | 2 – 1                                                                   | Germania                                                                | Amichevole                                                              | -                                                                       |                                                                         |
| 05/03/1933                                                              | Amsterdam                                                               | Paesi Bassi                                                             | 1 – 2                                                                   | Ungheria                                                                | Amichevole                                                              | -                                                                       |                                                                         |
| 19/03/1933                                                              | Budapest                                                                | Ungheria                                                                | 2 – 0                                                                   | Cecoslovacchia                                                          | Amichevole                                                              | -                                                                       |                                                                         |
| 30/04/1933                                                              | Budapest                                                                | Ungheria                                                                | 1 – 1                                                                   | Austria                                                                 | Amichevole                                                              | -                                                                       |                                                                         |
| 17/09/1933                                                              | Budapest                                                                | Ungheria                                                                | 3 – 0                                                                   | Svizzera                                                                | Coppa Internazionale 1933-1935                                          | -                                                                       |                                                                         |
| 29/04/1934                                                              | Praga                                                                   | Cecoslovacchia                                                          | 2 – 2                                                                   | Ungheria                                                                | Coppa Internazionale 1933-1935                                          | -                                                                       |                                                                         |
| 10/05/1934                                                              | Budapest                                                                | Ungheria                                                                | 2 – 1                                                                   | Inghilterra                                                             | Amichevole                                                              | -                                                                       |                                                                         |
| 27/05/1934                                                              | Napoli                                                                  | Ungheria                                                                | 4 – 2                                                                   | Egitto                                                                  | Mondiali 1934 - Ottavi                                                  | -                                                                       |                                                                         |
| 07/10/1934                                                              | Budapest                                                                | Ungheria                                                                | 3 – 1                                                                   | Austria                                                                 | Coppa Internazionale 1933-1935                                          | -                                                                       |                                                                         |
| 09/12/1934                                                              | Milano                                                                  | Italia                                                                  | 4 – 2                                                                   | Ungheria                                                                | Amichevole                                                              | -                                                                       |                                                                         |
| 14/04/1935                                                              | Zurigo                                                                  | Svizzera                                                                | 6 – 2                                                                   | Ungheria                                                                | Coppa Internazionale 1933-1935                                          | -                                                                       |                                                                         |
| 12/05/1935                                                              | Budapest                                                                | Ungheria                                                                | 6 – 3                                                                   | Austria                                                                 | Amichevole                                                              | -                                                                       |                                                                         |
| 19/05/1935                                                              | Colombes                                                                | Francia                                                                 | 2 – 0                                                                   | Ungheria                                                                | Amichevole                                                              | -                                                                       |                                                                         |
| 05/04/1936                                                              | Vienna                                                                  | Austria                                                                 | 3 – 5                                                                   | Ungheria                                                                | Amichevole                                                              | -                                                                       |                                                                         |
| 27/09/1936                                                              | Budapest                                                                | Ungheria                                                                | 5 – 3                                                                   | Austria                                                                 | Coppa Internazionale 1936-1938                                          | -                                                                       |                                                                         |
| 04/10/1936                                                              | Bucarest                                                                | Romania                                                                 | 1 – 2                                                                   | Ungheria                                                                | Amichevole                                                              | 1                                                                       |                                                                         |
| 18/10/1936                                                              | Praga                                                                   | Cecoslovacchia                                                          | 5 – 2                                                                   | Ungheria                                                                | Coppa Internazionale 1936-1938                                          | -                                                                       |                                                                         |
| 02/12/1936                                                              | Londra                                                                  | Inghilterra                                                             | 6 – 2                                                                   | Ungheria                                                                | Amichevole                                                              | -                                                                       |                                                                         |
| 09/05/1937                                                              | Budapest                                                                | Ungheria                                                                | 1 – 1                                                                   | Jugoslavia                                                              | Amichevole                                                              | -                                                                       |                                                                         |
| 23/05/1937                                                              | Budapest                                                                | Ungheria                                                                | 2 – 2                                                                   | Austria                                                                 | Amichevole                                                              | -                                                                       |                                                                         |
| 14/11/1937                                                              | Budapest                                                                | Ungheria                                                                | 2 – 0                                                                   | Svizzera                                                                | Coppa Internazionale 1936-1938                                          | -                                                                       |                                                                         |
| 25/03/1938                                                              | Budapest                                                                | Ungheria                                                                | 11 – 1                                                                  | Grecia                                                                  | Qual. Mondiali 1938                                                     | -                                                                       |                                                                         |
| 05/06/1938                                                              | Reims                                                                   | Ungheria                                                                | 6 – 0                                                                   | Indie orientali olandesi                                                | Mondiali 1938 - Ottavi                                                  | -                                                                       |                                                                         |
| 12/06/1938                                                              | Lilla                                                                   | Svizzera                                                                | 0 – 2                                                                   | Ungheria                                                                | Mondiali 1938 - Quarti                                                  | -                                                                       |                                                                         |
| 16/06/1938                                                              | Parigi                                                                  | Ungheria                                                                | 5 – 1                                                                   | Svezia                                                                  | Mondiali 1938 - Semif.                                                  | -                                                                       |                                                                         |
| 19/06/1938                                                              | Colombes                                                                | Italia                                                                  | 4 – 2                                                                   | Ungheria                                                                | Mondiali 1938 - Finale                                                  | -                                                                       |                                                                         |
| 26/02/1939                                                              | Rotterdam                                                               | Paesi Bassi                                                             | 3 – 2                                                                   | Ungheria                                                                | Amichevole                                                              | -                                                                       |                                                                         |
| 16/03/1939                                                              | Parigi                                                                  | Francia                                                                 | 2 – 2                                                                   | Ungheria                                                                | Amichevole                                                              | -                                                                       |                                                                         |
| 19/03/1939                                                              | Cork                                                                    | Irlanda                                                                 | 2 – 2                                                                   | Ungheria                                                                | Amichevole                                                              | -                                                                       |                                                                         |
| 02/04/1939                                                              | Zurigo                                                                  | Svizzera                                                                | 3 – 1                                                                   | Ungheria                                                                | Amichevole                                                              | -                                                                       |                                                                         |
| 08/06/1939                                                              | Budapest                                                                | Ungheria                                                                | 1 – 3                                                                   | Italia                                                                  | Amichevole                                                              | -                                                                       |                                                                         |
| 29/09/1940                                                              | Budapest                                                                | Ungheria                                                                | 0 – 0                                                                   | Jugoslavia                                                              | Amichevole                                                              | -                                                                       |                                                                         |
| 06/10/1940                                                              | Budapest                                                                | Ungheria                                                                | 2 – 2                                                                   | Germania                                                                | Amichevole                                                              | -                                                                       |                                                                         |
| 01/12/1940                                                              | Genova                                                                  | Italia                                                                  | 1 – 1                                                                   | Ungheria                                                                | Amichevole                                                              | -                                                                       |                                                                         |
| 08/12/1940                                                              | Zagabria                                                                | Croazia                                                                 | 1 – 1                                                                   | Ungheria                                                                | Amichevole                                                              | -                                                                       |                                                                         |
| 23/03/1941                                                              | Belgrado                                                                | Jugoslavia                                                              | 1 – 1                                                                   | Ungheria                                                                | Amichevole                                                              | -                                                                       |                                                                         |
| 06/04/1941                                                              | Colonia                                                                 | Germania                                                                | 7 – 0                                                                   | Ungheria                                                                | Amichevole                                                              | -                                                                       | Cap.                                                                    |
| Totale                                                                  |                                                                         | Presenze                                                                | 49                                                                      |                                                                         | Reti                                                                    | 1                                                                       |                                                                         |

### Record

#### Con il Ferencvaros
- Primatista di presenze in Coppa dell'Europa Centrale (44).[1]

## Palmarès

### Giocatore

#### Competizioni nazionali
- Campionato ungherese: 5

Ferencváros: 1931-1932, 1933-1934, 1937-1938, 1939-1940, 1940-1941
- Coppa d'Ungheria: 4

Ferencváros: 1932-1933, 1934-1935, 1941-1942, 1942-1943

#### Competizioni internazionali
- Coppa dell'Europa Centrale: 1

Ferencváros: 1937